# 1975년 칸 영화제
제28회 칸 영화제는 1975년 5월 9일부터 1975년 5월 23일까지 열린 영화제이다. 프랑스 칸에서 개최되었다.

## 수상

### 황금종려상
- 불타는 해의 연대기 - 모하메드 라크다르 하미 수상
- 스페셜 섹션 - 코스타 가브라스
- 여행자 - 미켈란젤로 안토니오니

### 심사위원대상
- 하늘은 스스로 돌보는 자를 돌보지 않는다 - 베르너 헤어조크 수상

### 감독상
- 스페셜 섹션 - 코스타 가브라스 수상
- 더 오더 - 미첼 브롤트 수상

### 여우주연상
- 레니 - 발레리 페린 수상

### 남우주연상
- 여인의 향기 - 비토리오 가스먼 수상